# 福克湖 (伊利諾伊州)
福克湖（英語：Lake Fork）是位於美國伊利諾伊州洛根縣的一個人口普查指定地區。

## 地理
福克湖的座標為39°58′14″N 89°21′00″W / 39.97056°N 89.35000°W，而該地最高點為海拔高度183米（即600英尺）。

## 人口
根據2010年美國人口普查的數據，福克湖的面積為5.00平方千米，當中陸地面積為5.00平方千米，而水域面積為5.00平方千米。當地共有人口500人，而人口密度為每平方千米100人。